# Tōjinbō

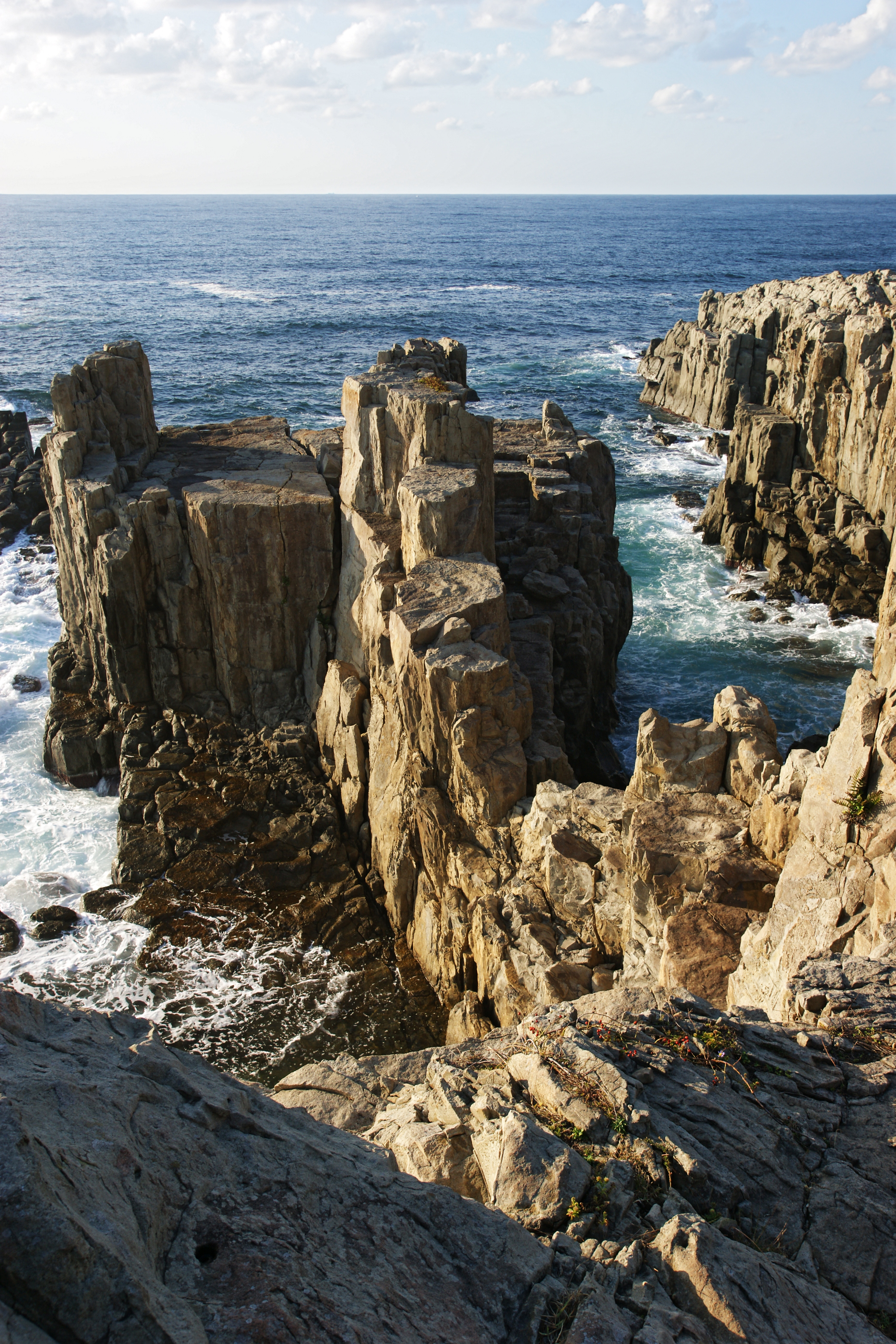
Le scogliere a picco di Tōjinbō.

Tōjinbō (東尋坊?) è una serie di falesie di basalto situata nel Mar del Giappone. Il territorio appartiene alla cittadina di Mukui, facente parte della città di Sakai, prefettura di Fukui, in Giappone. Il luogo è un'importante meta turistica, oltre a essere teatro di leggende e suicidi.

## Geografia

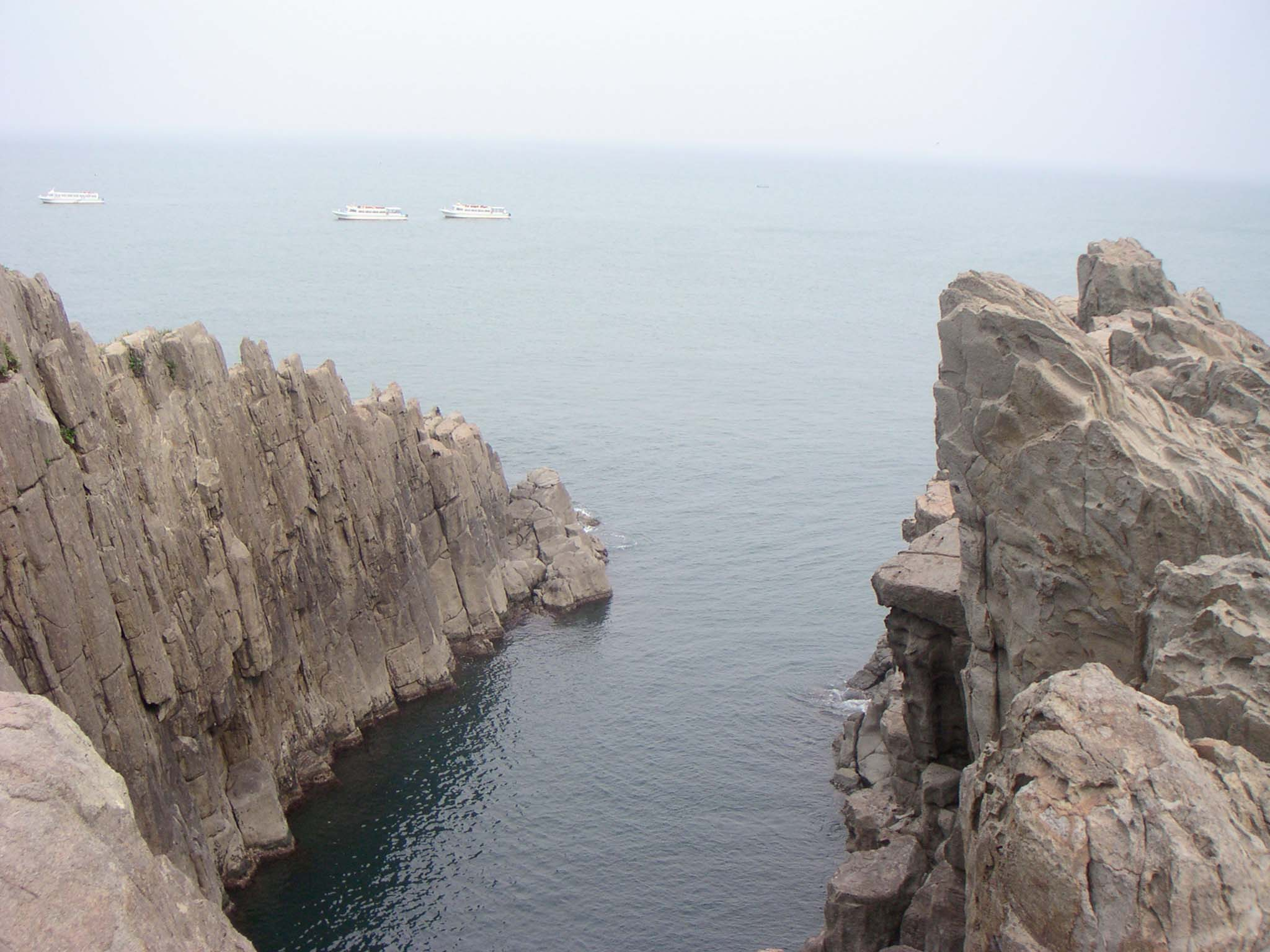
Tojinbo Oike, una delle scogliere più conosciute. È alta 25 metri.

Le scogliere si trovano all'interno del parco seminazionale di Echizen-Kaga, a circa 25 km a nord-ovest di Fukui. Esse si estendono per un oltre un chilometro. Si formarono circa 12-13 milioni di anni fa in seguito a numerose attività vulcaniche, assumendo la loro particolare a causa di anni di erosione da parte delle onde del mare. Rappresentano un importante monumento naturale, oltre a essere una popolare meta turistica.
In inverno è possibile osservare il fenomeno chiamato nami no hana (波の花? "fiori di onde"). Esso si verifica quando le onde rimangono intrappolate all'interno delle insenature creando delle bolle che i forti venti sollevano in superficie.

## Leggende associate

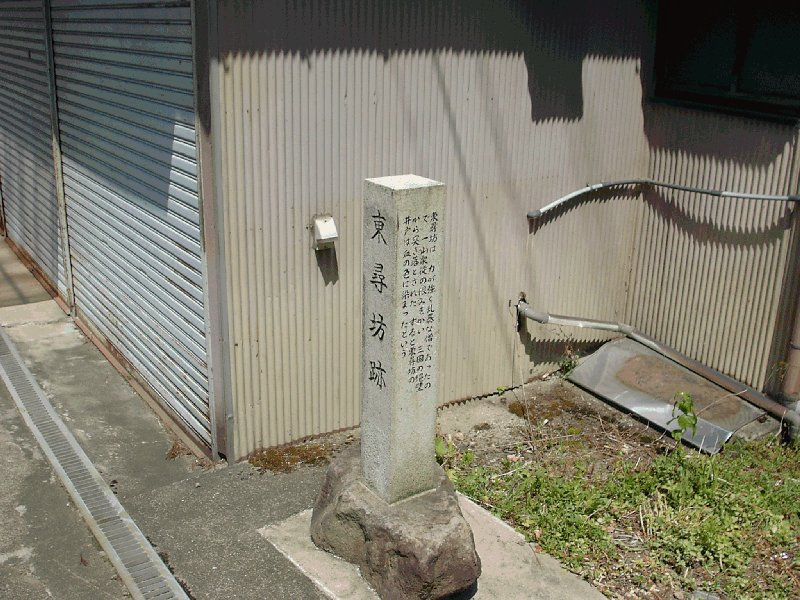
Il pilastro eretto nell'abitazione che fu del monaco Tōjinbō, il quale dà il nome alla scogliera.

Le falesie devono il nome a un monaco buddista, Tōjinbō, a cui sono associate varie leggende. Una di questa narra che Tōjinbō fosse un monaco corrotto, e che per questo fu gettato giù dalla scogliera dagli abitanti del villaggio. Secondo la leggenda, egli dopo la morte fece infuriare per quarantanove giorni continue tempeste, mentre il suo fantasma si aggirerebbe ancora nella zona in cerca di vendetta.
Un'altra versione narra che Tōjinbō si fosse innamorato di una principessa di nome Aya, ma fu ingannato e spinto giù dalla scogliera da un altro spasimante della principessa. Anche in questa versione lo spirito del monaco si aggira nel luogo della sua morte in cerca di vendetta, provocando venti forti e tempeste.

## Suicidi

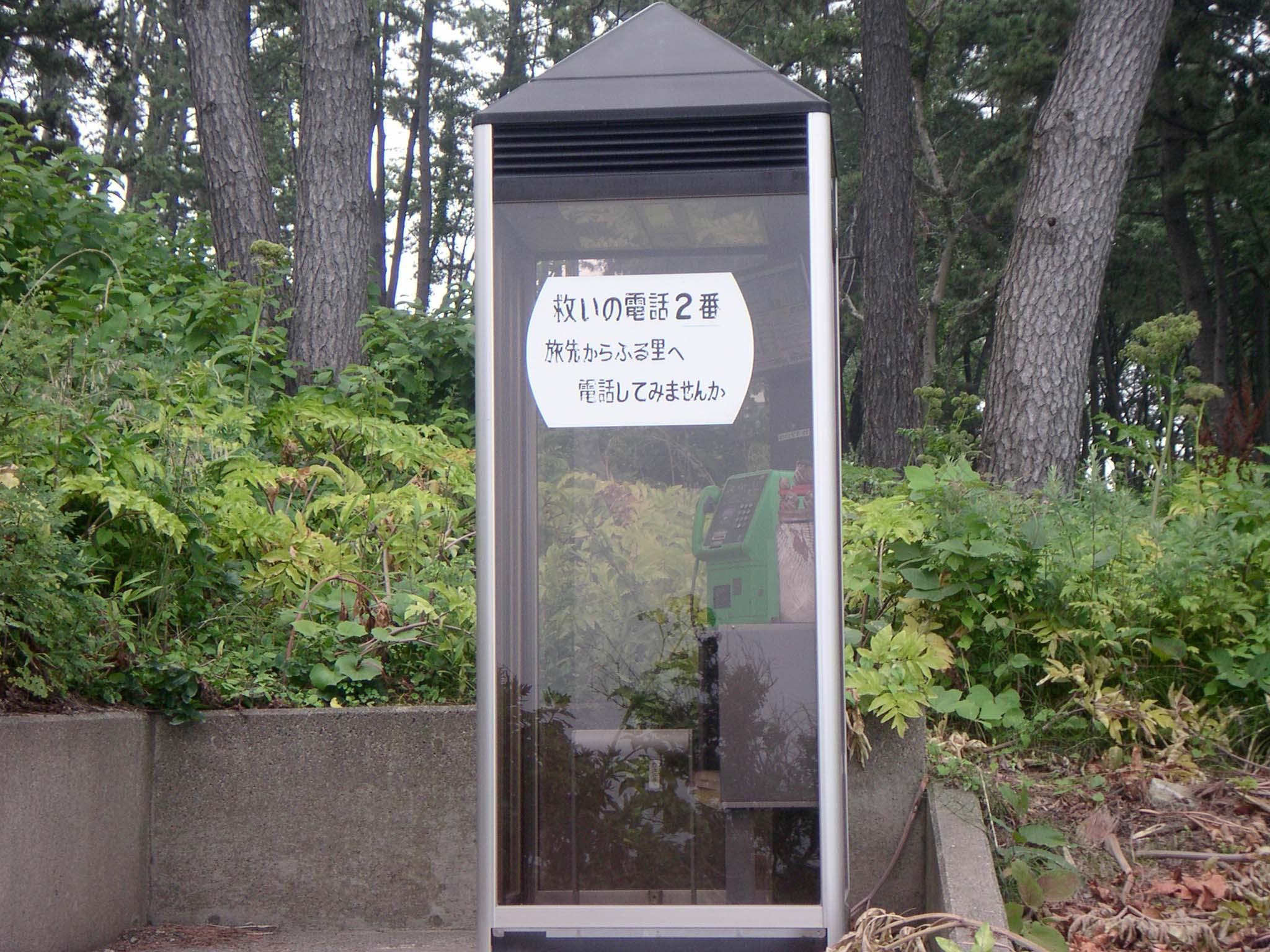
Uno dei telefoni installati nel tragitto che porta alle scogliere.

Le scogliere di Tōjinbō sono note altresì per essere una delle mete più conosciute in Giappone per suicidarsi. Nel tragitto per arrivare alle scogliere sono presenti numerosi telefoni pubblici, in modo da poter contattare un numero di emergenza in caso di bisogno. Nel 2008 sono state quindici le persone che si sono tolte la vita gettandosi dalle scogliere, e quattordici nel 2013.